# 미야기 마사후미
미야기 마사후미(일본어: 宮城 雅史, 1991년 1월 19일 ~ )는 일본의 축구 선수이다. 현재 일본 풋볼 리그의 레일락 시가에서 뛰고 있다.

## 구단 경력
그는 2015년부터 2021년까지 J리그의 레노파 야마구치 FC, 교토 상가 FC, 테게바자로 미야자키에서 활동하였다.